# Capucin des Arfak
Lonchura vana
Espèce
Statut de conservation UICN

 VU D2 : Vulnérable
Le Capucin des Arfak (Lonchura vana) est une espèce de passereau appartenant à la famille des Estrildidae.

## Description
Il mesure environ 10 cm de long. Cette espèce a la tête gris pâle, la poitrine gris-brun, une étroite bande grise en bas de la poitrine, le ventre roux, le manteau et les ailes bruns et le croupion et la queue jaune pâle.

## Répartition
Il est endémique à la péninsule de Doberai (nord-ouest de la Nouvelle-Guinée).

## Habitat
Il habite les prairies et les zones de marais de moyenne altitude.
Il est menacé par la perte de son habitat.